# Aušra Augustinavičiūtė
Aušra Augustinavičiūtė (4 d'abril de 1927 - 19 d'agost de 2005) fou una psicòloga lituana, autora de teories científiques i de molts descobriments, i creadora de la sociònica.
Aušra Augustinavičiūtė va nàixer a prop de la ciutat de Kaunas, al centre de Lituània. El 1956 es graduà per la Universitat de Vílnius. Augustinavičiūtė treballà en el Ministeri de Finances de Lituània, després com a professora d'Economia Política en institucions educatives de Vílnius. Tenia una quantitat de seguidors en molts països de l'antiga Unió Soviètica. Els seus treballs científics, amb poques excepcions, no es publicaren durant el període soviètic, es feren populars durant els anys 90. Augustinavičiūtė era intuïtiva-lògica-extravertida segons la classificació de la sociònica, o ENTP, segons el tipus de classificació de l'Indicador Myers-Briggs (MTBI).